# Cappella di Santa Barbara (Isera)
La cappella di Santa Barbara è una chiesa sussidiaria di Isera in Trentino. Fa parte della zona pastorale della Vallagarina e risale al XV secolo.

## Storia

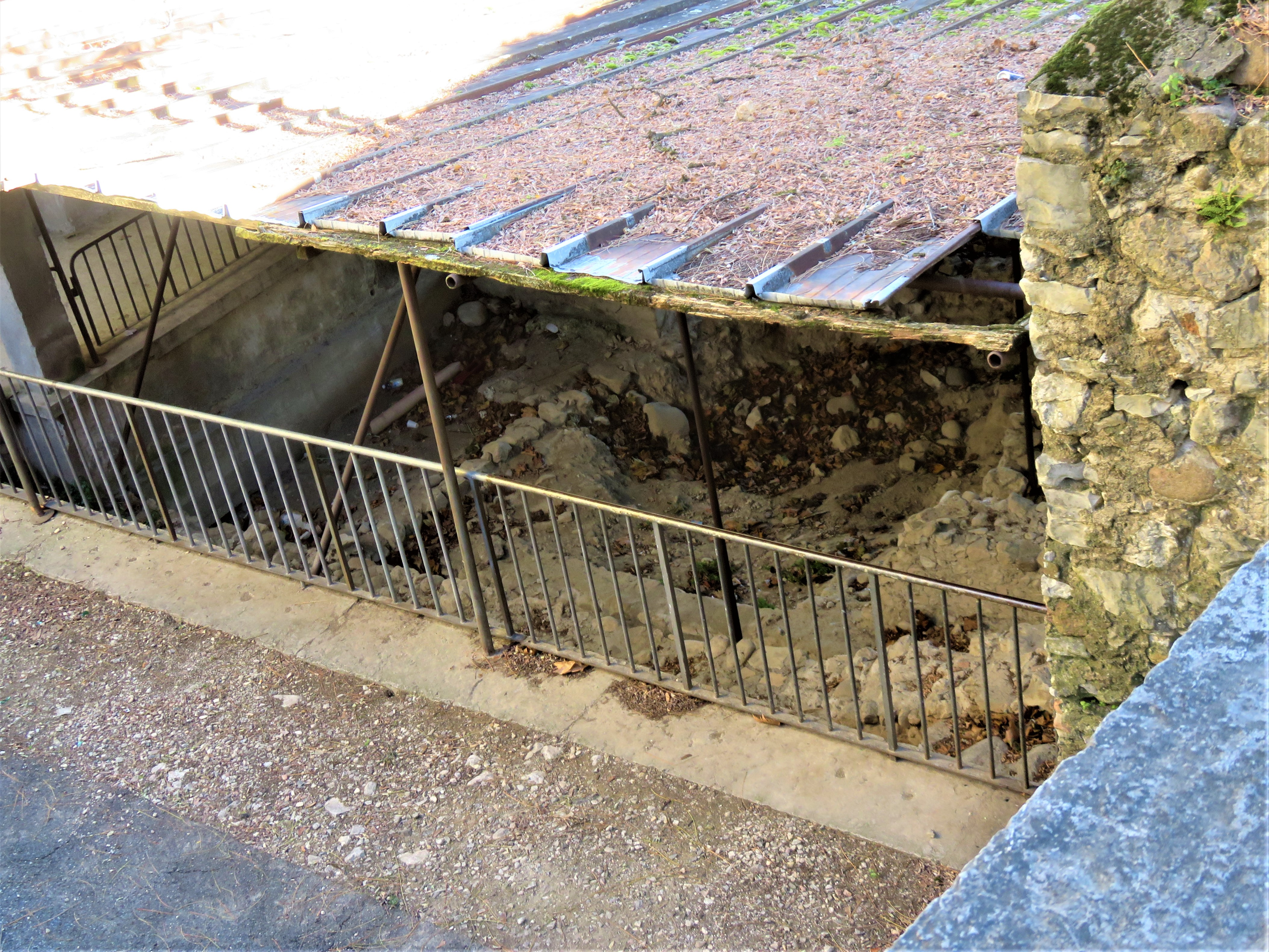
Scavi della villa romana di Isera

Accanto al sito dove poi venne edificata la cappella esisteva sin dal XII secolo la chiesa di San Vincenzo ed a brevissima distanza le rovine di una villa di epoca romana e di una necropoli di epoca più tarda. Questo dimostra che il luogo era abitato sin dal I secolo.

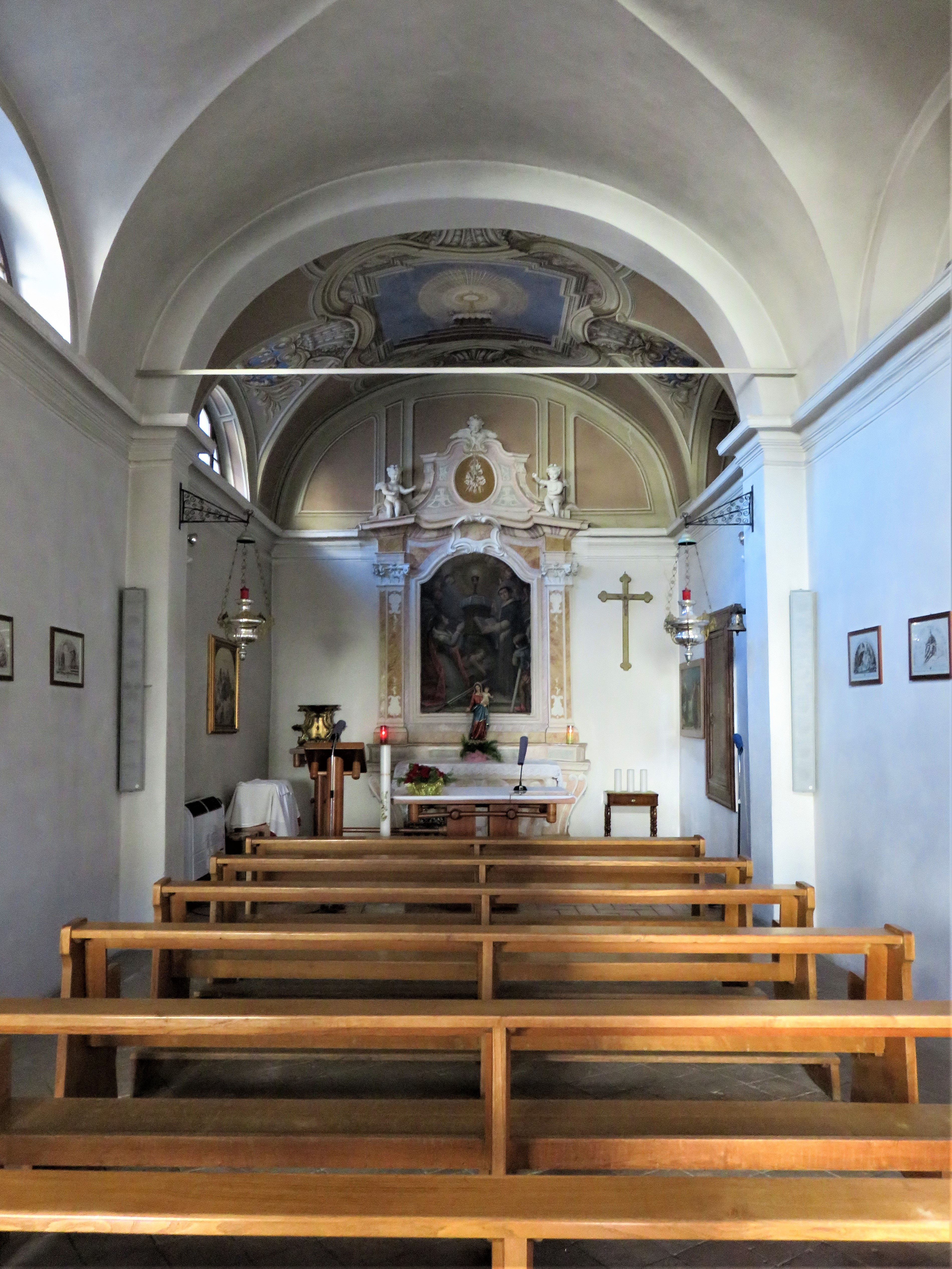
Navata della cappella di Santa Barbara con altar maggiore.

La cappella venne costruita con la funzione di chiesa cimiteriale nel corso della seconda metà del XV secolo, vicina al camposanto che in quel periodo serviva la comunità.
Negli atti relativi a una visita pastorale compiuta nel territorio dal cardinale e principe vescovo di Trento Bernardo Clesio nel 1537 è presente la prima menzione della cappella dedicata a Santa Barbara.

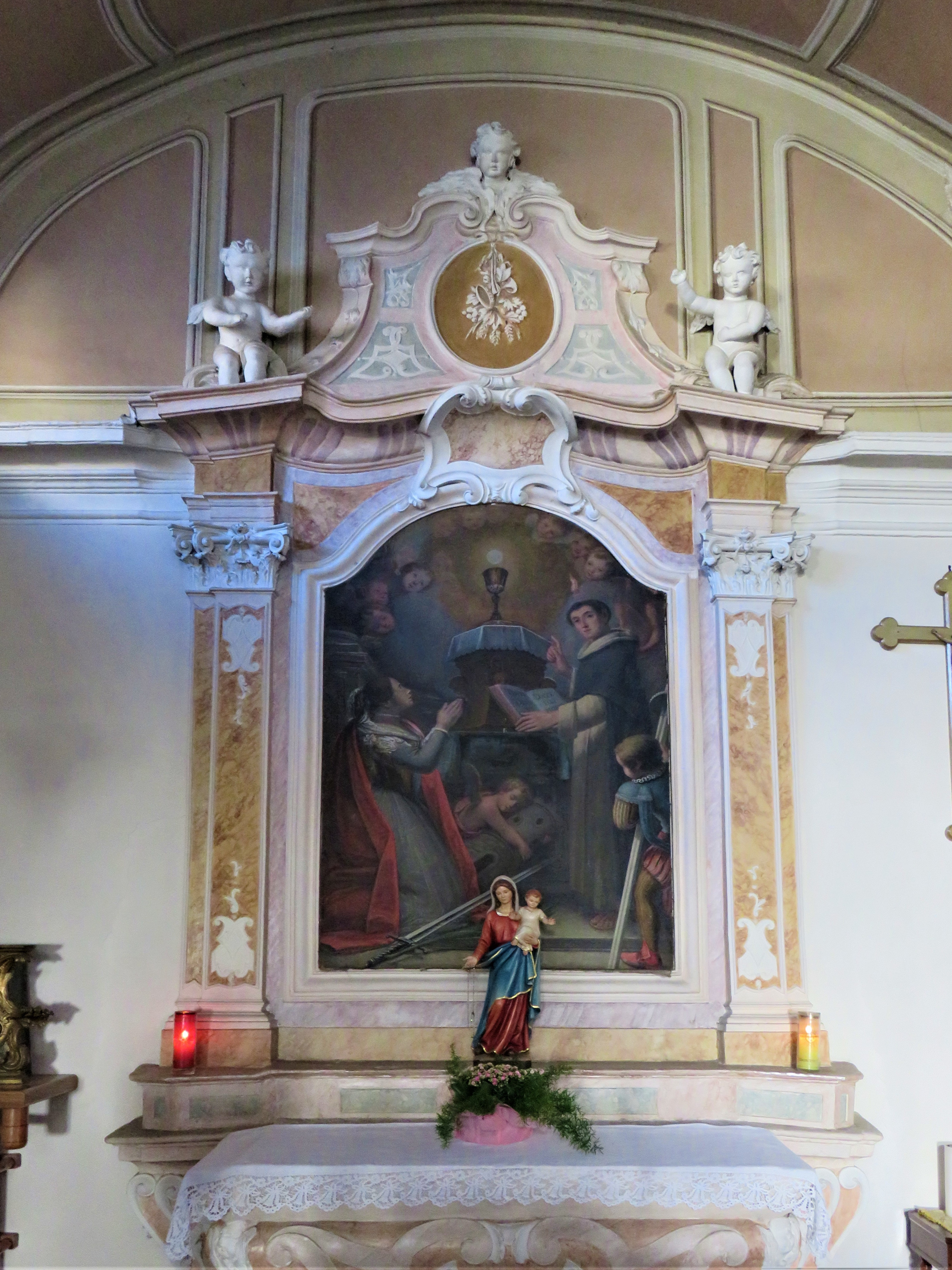
Altar maggiore.

In tali documenti il piccolo tempio, vicino alla canonica storica, risultò svolgere anche il ruolo di luogo di ritrovo dell'antica confraternita di Santa Barbara.
La volta della navata e la sua parete laterale meridionale vennero arricchite di affreschi quasi certamente nel periodo compreso tra 1537 e 1599.

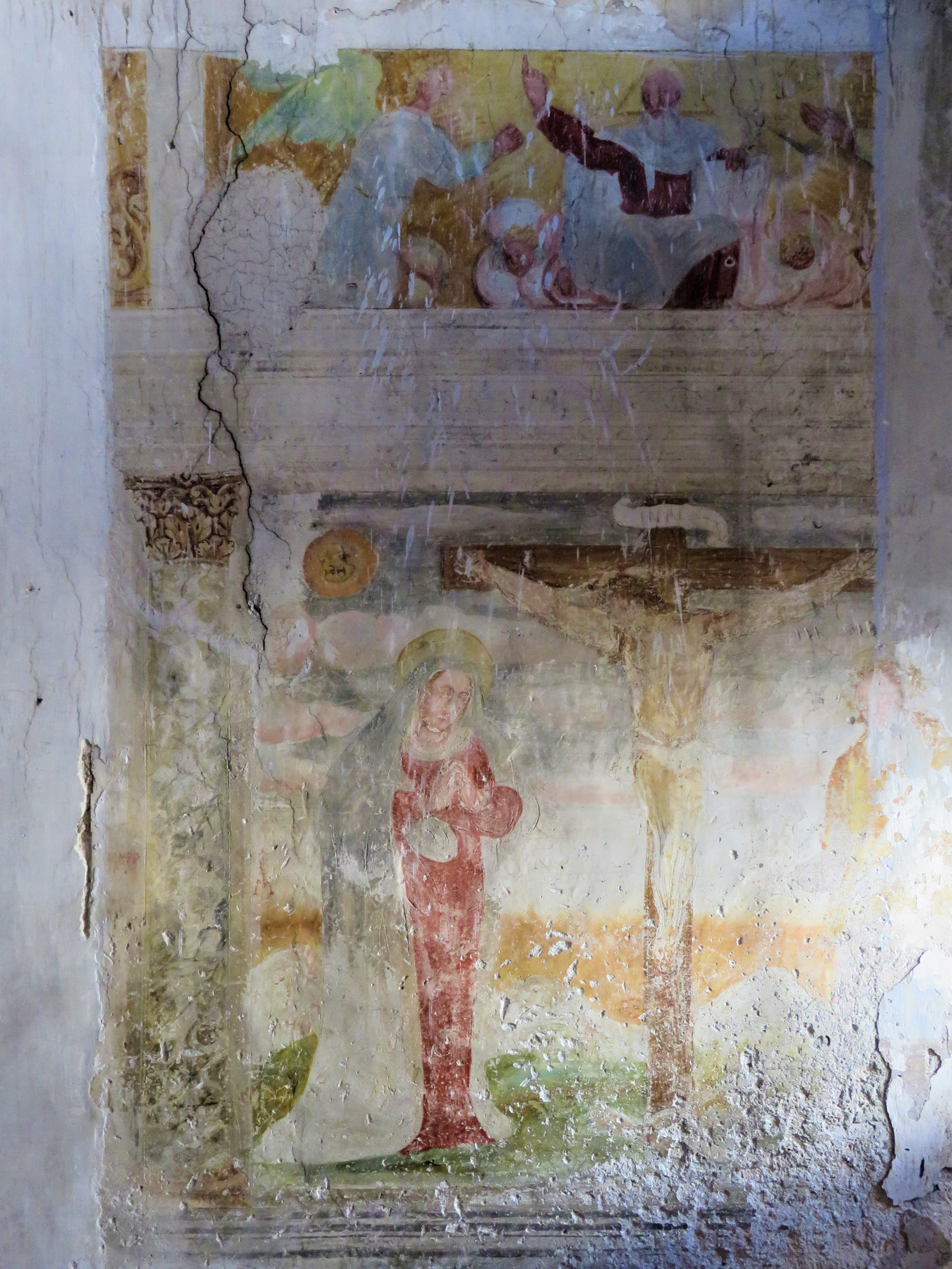
Lacerto di affresco cinquecentesco sulla parete vicino all'ingresso.

In epoca successiva fu oggetto di non meglio precisati interventi di restauro conservativo e all'inizio del XVIII secolo fu necessario riparare i danni prodotti da un incendio che danneggiò anche la vicina canonica. Quest'ultima venne riedificata.
Subito dopo la metà del secolo venne costruito l'altar maggiore ed è verosimile che le decorazioni presbiteriali siano state realizzate in tale occasione.
Durante i secoli XX e XXI sono stati effettuati diversi interventi con finalità restaurative e conservative. Non tutti i particolari dei lavori sono documentati ma la volta presbiteriale venne quasi sicuramente interessata da tali attività.

## Descrizione
La piccola chiesetta sorge a pochi metri dalla parrocchiale di San Vincenzo con la quale condivide parte della piazza.
L'edificio sorge addossato al palazzo che gli sta a meridione, la sua facciata è semplice, a spioventi. Il portale in pietra ha un accesso con cinque gradini a semicerchio. Ai lati del portale due finestrelle con inferriate e sopra una finestra a lunetta e un piccolo oculo.
La navata interna è unica, con volta a botte. La volta presbiteriale è riccamente decorata. Sulla patere a destra della navata è presente un lacerto di affresco cinquecentesco.